# Dienis Nagulin
Dienis Nagulin (ur. 27 listopada 1992 roku) – rosyjski kierowca wyścigowy.

## Kariera
Nagulin rozpoczął karierę w wyścigach samochodowych w 2008 roku od startów w Russian Touring Car Championship Light. Z dorobkiem 23 punktów uplasował się tam na 13 pozycji w klasyfikacji generalnej. W późniejszych latach pojawiał się także w stawce Legends Trophy Finland, Alpejskiej Formuły Renault 2.0, Europejskiego Pucharu Formuły Renault 2.0, European F3 Open,  edycji zimowej European F3 Open oraz w Serii GP3.

## Statystyki
| Sezon | Seria                                  | Zespół           | Wyścigi | Zwycięstwa | PP | NO | Podium | Punkty | Pozycja |
| ----- | -------------------------------------- | ---------------- | ------- | ---------- | -- | -- | ------ | ------ | ------- |
| 2008  | Russian Touring Car Championship Light | Jackpot          |         |            |    |    |        | 23     | 13      |
| 2009  | Legends Trophy Finland                 | Jackpot          | 10      | 0          | 0  | 0  | 0      | 0      | NS      |
| 2010  | Legends Trophy Finland                 | Skand-Jackpot    | 14      | 0          | 0  | 0  | 0      | 776    | 18      |
| 2011  | Europejski Puchar Formuły Renault 2.0  | Cram Competition | 2       | 0          | 0  | 0  | 0      | 0      | 42      |
| 2012  | European F3 Open                       | Campos Racing    | 16      | 0          | 0  | 0  | 0      | 6      | 20      |
| 2012  | Alpejska Formuła Renault 2.0           | AV Formula       | 2       | 0          | 0  | 0  | 0      | 0      | NS      |
| 2013  | European F3 Open                       | Campos Racing    | 16      | 0          | 0  | 0  | 0      | 9      | 19      |
| 2013  | European F3 Open (edycja zimowa)       | Campos Racing    | 10      | 0          | 0  | 0  | 0      | 8      | 16      |
| 2013  | Włoska Formuła Abarth                  | Cram Motorsport  | 3       | 1          | 0  | 0  | 1      | 35     | 9       |
| 2014  | Seria GP3                              | Trident          | 2       | 0          | 0  | 0  | 0      | 0      | 34      |

## Wyniki w GP3
| Legenda oznaczeń w tabelach wyników Wyświetl szablon na nowej stronie | Legenda oznaczeń w tabelach wyników Wyświetl szablon na nowej stronie                                                                     |
| Oznaczenie                                                            | Wyjaśnienie |
| --------------------------------------------------------------------- | --- |
| Złoty                                                                 | Zwycięzca lub mistrzostwo |
| Srebrny                                                               | 2. miejsce lub wicemistrzostwo |
| Brązowy                                                               | 3. miejsce lub II wicemistrzostwo |
| Zielony                                                               | Ukończył, punktował (w klasyfikacji generalnej, gdy zdobył co najmniej jeden punkt na przestrzeni sezonu, poza trzema powyższymi opcjami) |
| Niebieski                                                             | Ukończył, nie punktował (w klasyfikacji generalnej, gdy nie zdobył co najmniej jednego punktu na przestrzeni sezonu)                      |
| Czerwony                                                              | Nie zakwalifikował się (NZ) |
| Czerwony                                                              | Nie prekwalifikował się (NPK) |
| Różowy                                                                | Nie ukończył (NU) |
| Różowy                                                                | Niesklasyfikowany (NS) (w klasyfikacji generalnej, gdy nie został sklasyfikowany w żadnym wyścigu sezonu)                                 |
| Czarny                                                                | Zdyskwalifikowany (DK) |
| Czarny                                                                | Wykluczony (WYK/EX) |
| Biały                                                                 | Nie wystartował (NW) |
| Biały                                                                 | Kontuzjowany (K/INJ) |
| Biały                                                                 | Wyścig odwołany (OD/C) |
| Bez koloru                                                            | Został wycofany (WYC/WD) |
| Bez koloru                                                            | Nie przybył (NP/DNA) |
| Bez koloru                                                            | Nie brał udziału w treningach (NT/DNP) |
| Bez koloru                                                            | Nie został zgłoszony (–) |
| Pogrubienie                                                           | Start z pole position |
| Kursywa                                                               | Najszybsze okrążenie wyścigu |
| †                                                                     | Nie ukończył, ale jego rezultat został zaliczony ze względu na przejechanie więcej niż 90% dystansu wyścigu.                              |
| *                                                                     | Sezon w trakcie |
| 1/2/3                                                                 | Punktowana pozycja w sprincie kwalifikacyjnym                                                                                             |
| Lista systemów punktacji Formuły 1                                    | |

| Rok  | Zespół  | Wyniki w poszczególnych eliminacjach | Wyniki w poszczególnych eliminacjach | Wyniki w poszczególnych eliminacjach | Wyniki w poszczególnych eliminacjach | Wyniki w poszczególnych eliminacjach | Wyniki w poszczególnych eliminacjach | Wyniki w poszczególnych eliminacjach | Wyniki w poszczególnych eliminacjach | Wyniki w poszczególnych eliminacjach | Wyniki w poszczególnych eliminacjach | Wyniki w poszczególnych eliminacjach | Wyniki w poszczególnych eliminacjach | Wyniki w poszczególnych eliminacjach | Wyniki w poszczególnych eliminacjach | Wyniki w poszczególnych eliminacjach | Wyniki w poszczególnych eliminacjach | Wyniki w poszczególnych eliminacjach | Wyniki w poszczególnych eliminacjach | Punkty | Pozycja |
| ---- | ------- | ------------------------------------ | ------------------------------------ | ------------------------------------ | ------------------------------------ | ------------------------------------ | ------------------------------------ | ------------------------------------ | ------------------------------------ | ------------------------------------ | ------------------------------------ | ------------------------------------ | ------------------------------------ | ------------------------------------ | ------------------------------------ | ------------------------------------ | ------------------------------------ | ------------------------------------ | ------------------------------------ | ------ | ------- |
| 2014 | Trident | ESP                                  | ESP                                  | AUT                                  | AUT                                  | GBR                                  | GBR                                  | DEU                                  | DEU                                  | HUN                                  | HUN                                  | BEL                                  | BEL                                  | ITA                                  | ITA                                  | RUS                                  | RUS                                  | ARE                                  | ARE                                  | 0      | 34      |
| 2014 | Trident | 20                                   | NU                                   | -                                    | -                                    | -                                    | -                                    | -                                    | -                                    | -                                    | -                                    | -                                    | -                                    | -                                    | -                                    | -                                    | -                                    | -                                    | -                                    | 0      | 34      |